# Enter the Gungeon
Enter the Gungeon — відеогра в жанрі bullet hell, розроблена компанією Dodge Roll і випущена компанією Devolver Digital. Гра розповідає про мандрівників які спустилися в Gungeon (від gun — гармата і dungeon — підземелля) з однією метою, щоб знайти зброю, що вб'є їхнє минуле. Гра була випущена у світ для Microsoft Windows, OS X, Linux і PlayStation 4 5 квітня 2016 року, на Xbox One 5 квітня 2017 року, а також на Nintendo Switch 14 грудня 2017 року.

## Ігровий процес
Enter the Gungeon це bullet hell шутер зі швидким темпом і елементами рольової гри. Завдяки цьому вона часто порівнюється з The Binding of Isaac і Nuclear Throne. Гравець може обрати одного з 4 доступних персонажів, кожен з яких володіє своїми унікальними здібностями. Хтось викликає підмогу, а хтось зламує замки на скринях. Тут є можливість пограти з другом, другий гравець керує п'ятим персонажем який доступний тільки в кооперативному режимі. Поки гравці спускаються в Gungeon, вони повинні пройти через кілька поверхів, у кожній з яких є випадкова кількість кімнат. Хоча дизайн приміщень заздалегідь визначений, лабіринт кімнат на поверсі, вороги, що з'являються в кімнатах, і скарби створюються процедурно. Кожна кімната містить безліч ворогів, які різняться у силі, витривалості та поведінці атаки, атаки можуть коливатися від простих, прямолінійних пострілів до складних комбінацій з різних пострілів, вистріляних одночасно. Гравець може уникнути шкоди якщо вчасно зробить перекат чи перекине стіл і сховається за ним як за укриттям, але будьте уважні стіл може зламатися. а перекат має затримку. Гравець має обмежену кількість «гільз» які можуть знищити всі зараз існуючі кулі і припинити обстріл ворога на деякий час. Щоб перемогти ворогів, гравець повинен використовувати зброю, яку можна знайти в скринях, отримати шляхом перемоги над босами або купити в магазинах, розкиданих по поверхах в Gungeon. У грі представлено понад 300 різних гармат та предметів, які можна об'єднати для досягнення більш кращих ефектів. В кінці кожного поверху на гравця чекає бос. Його вбивство надає гравцю зброю або предмет і валюту, щоб яку можна витратити в магазинах і розблоковує наступний поверх. Протягом того як гравець проходить різні поверхи, він може зустріти персонажів зі світу Enter the Gungeon яких можна звільнити з клітки. Після того, як вони врятовані, ці персонажі перебувають у місці прориву, безпечна зона перед входом у Gungeon, і де гравець, перш ніж почати новий захід, може витратити свою валюту, отриману від боїв з босами, щоб назавжди розблокувати спеціальні предмети, які мають шанс з'явитися в Gungeon за всі наступні проходження.

## Сюжет
Дії Enter the Gungeon відбуваються на далекій планеті, в якій мешкають живі кулі та інші дивні форми життя. Зброя, яка могла вбити минуле, була збережена глибоко в похмурій фортеці, поки смертоносна сила не зруйнувала фортецю і не перетворила її на попелу. Фортеця була перебудована за найвищими критеріями безпеки, а шість авантюристів, кожен з яких має власні історії, вирішили ввійти в фортецю і спуститися в Gungeon, з метою відшукати легендарного пістолета, щоб перемогти своє власне минуле.

## Розробка
Розробка «Enter the Gungeon» розпочалась у 2014 році, коли чотири працівника компанії Mythic Entertainment залишили компанію для виконання власного проекту незадовго до того, як компанія закрилася пізніше цього року. За словами розробника Дейва Крукса, він слухав саундтрек до гри Gun Godz від Vlambeer, і ім'я «Gungeon» з'явилося йому на наступний день. Крукс представив ім'я «Enter the Gungeon» своїм колегам-членам команди, і вони придумали лор гри на обідній нараді, а потім провели наступні кілька тижнів для створення прототипу механіки гри. Хоча Крукс заявив, що «The Binding of Isaac» було одним із найбільших впливів гри, на них також вплинули Nuclear Throne, Spelunky, Dark Souls та Metal Gear Solid.
Підземелля в грі генеруються процедурним способом, але розробники вирішили, що краще зробити вручну кілька окремих кімнат, випробовуючи їх індивідуально, а потім використовувати їх випадкову генерацію для об'єднання цих приміщень у підземелля. Процес створення дизайну зброї тривав протягом двох років розробки, більша частина дизайнерських робіт була художника команди Джо Гарті; декілька гармат натхненні іншими відеоіграми, в тому числі NES Zapper і гармати, подібні до тих, що з'являються в таких іграх, як Mega Man, Metroid, Shadow Warrior і Serious Sam. Моделі поведінки боса були зроблені комбінацією ідей від Crooks і Harty, які потім потрапляли до програміста Давида Рубеля, щоб визначити відповідні шаблони bullet hell, пов'язані з цією ідеєю.
Механік перекату була натхненна ідеєю використання в серії Dark Souls, де персонаж міг уникнути шкоди зробивши перекат. Ця механіка так сподобалася команді що вони вирішили перейменувати свою компанію у назву dodge roll що означає перекат. Крім того, розробники додали корисні взаємодії з середовищем особливості, такі як перевертання столів або скидання люстри на ворогів, щоб заохотити гравця до взаємодії та використання середовища на власний розсуд. В один момент вони додали активну функцію перезарядки, подібну до Gears of War, в якій натискання кнопки контролера в потрібний час під час перезавантаження збільшувало б шкоду, але замість цього вирішили зменшити кількість місць де можна отримати цей баф, знаючи, що гравці вже досить розгублені від того, що відбувається в грі, і цей момент напруги, коли гравець повинен був чекати, щоб зброю перезарядилась, був надто критичним для ігрового процесу.
Dodge Roll підписав контракт з Devolver Digital. У грудні 2014 року на PlayStation Experience гра була офіційно анонсована, а потім анонсована трейлером . Протягом 2015 року гра дотримувалася кількох умов, включаючи E3 2015, де під час PC Gaming Show виявлено кооперативну особливість гри. 2 березня 2016 року було оголошено, що гра вийде 5 квітня 2016 року. У грі передбачена можливість отримувати новий безкоштовний вміст після публікації, таких як більше зброї, ворогів та рівнів . Перше з них, оновлення «Supply Drop», яке додає кілька нових знарядь, ворогів та макетів приміщень, було випущено безкоштовно 26 січня 2017 року.
Порт Xbox One, включаючи підтримку крос-купівлі та крос-гри для Windows 10, був випущений через рік 5 квітня 2017 року; він включає в себе розширення «Supply Drop» . Версія для Nintendo Switch була випущена в Північній Америці та Європі відповідно 14 і 18 грудня 2017 року.
Друге важливе оновлення «Advanced Gungeons & Draguns» було випущено 19 липня 2018 року для всіх платформ, серед нового було додано: додаткові види зброї та ворогів були спрямовані на забезпечення нових засобів для гри, які є дружніми до недосвідчених гравців, але все ще пропонують виклик для інших.

## Оцінки
Після виходу, Enter the Gungeon отримав в основному позитивні відгуки, і володіє оцінкою Metacritic 84/100 для ПК та 82/100 для PlayStation 4. Джед Уітеккер з Destructoid оцінив гру 9.5 / 10 з високою оцінкою того, що повторний захід в Gungeon «не відчувається таким, що повторюється», проте зазначивши, що «частина Gungeon, яка обов'язково відверне деяких людей, є складністю.». Спенсер Кемпбелл, Electronic Gaming Monthly's, підсумовує гру як «захоплюючу», даючи йому 9,0 / 10 балів, однак також зазначає що труднощі є надто високими, говорячи: «Хоча було кілька разів, коли я жадав легшої важкості. Важкість Enter the Gungeon насправді є однією з сильних моментів гри». Вінс Інгетіо від IGN вважає, що велика різноманітність гармат в грі особливо приємна, але зазначила, що кілька варіацій зброї не дуже оригінальні або просто нудні, оцінивши гру в 8.5 / 10. Для «Hardcore Gamer» Кайл ЛеКлар віддав «Enter the Gungeon» оцінку 4,5 / 5, підкреслюючи «приголомшливе почуття гумору, вражаючу динаміку, стиль та чарівність, що виникає в кожному куті цього піксельного світу», назвавши її «абсолютний вибух на кожному кроці і просто чисто концентровані веселощі в цілому». Джошуа Вандерволл оцінив гру 3,5 / 5 зірок, критикуючи, що «складність часто виникає внаслідок відмови від надання вам необхідних інструментів».
Enter the Gungeon продався тиражем понад 200 тисяч копій протягом першого тижня на всіх платформах, причому Steam Spy пропонує припускає що 75 % цих продажів на Steam. До січня 2017 року гра була продана понад 800 000 копій на всіх платформах, згідно Devolver Digital, і до липня 2017 року обсяг досяг більше мільйона продажів.
Enter the Gungeon був фінансовим успіхом на Switch, який продав понад 75 000 екземплярів усього за два тижні та багато інших, щоб слідувати за цим.